# Liste des épisodes de Power Rangers : Dino Tonnerre
 (janvier 2014).
Si vous disposez d'ouvrages ou d'articles de référence ou si vous connaissez des sites web de qualité traitant du thème abordé ici, merci de compléter l'article en donnant les références utiles à sa vérifiabilité et en les liant à la section « Notes et références ».
Cet article présente le guide des épisodes de la douzième saison de la série télévisée américaine Power Rangers, Power Rangers : Dino Tonnerre.

## Épisode 01:Le jour du dinosaure Partie 1
- N° de production : 497
- Titre original : Day of the Dino, Part I
- Résumé : Trois étudiants du lycée de Reefside, Conner, Kira et Ethan, se retrouvent dans un laboratoire souterrain lors d'une sortie au musée, découvrent les Dino Cristaux et obtiennent des pouvoirs spéciaux.
- Première diffusion : 14 février 2004

## Épisode 02:Le jour du dinosaure Partie 2
- N° de production : 498
- Titre original : Day of the Dino, Part II
- Résumé : Kira a été enlevé par Mesogog. Pendant ce temps, Connor et Ethan se retrouvent dans le labo qui se trouve dans le souterrain du Dr Oliver puis après que Kira se soit échappée, Mesogog relâche les Bio Zords pour détruire la ville, alors Tommy transforme Conner, Kira & Ethan en Power Rangers.
- Première diffusion : 14 février 2004

## Épisode 03:À très bientôt
- N° de production : 499
- Titre original : Wave Goodbye
- Résumé : Conner est devant un choix impensable : sa carrière de footballeur professionnel ou son combat contre les forces du Mal en tant que Ranger Rouge.
- Première diffusion : 16 février 2004

## Épisode 04:La légitimité du pouvoir
- N° de production : 500
- Titre original : Legacy of Power
- Résumé : Les Rangers découvrent une cassette vidéo retraçant les exploits de Tommy en tant que Power Ranger. Ceux-ci vont alors essayer de comprendre un peu mieux le brumeux passé de leur professeur.
- Notes : Dans la version française, durant sa vidéo Tommy appelle Rito, le frère de Rita, Rita et peu avant que Tommy soit montré en Ranger Blanc, Zordon écorche le nom de Lord Zedd.
- Première diffusion : 16 février 2004

## Épisode 05:Retour en noir
- N° de production : 501
- Titre original : Back in Black
- Résumé : Hayley découvre un portail permettant aux Rangers, armés de nouvelles Motos Dino, d'accéder à la Forteresse de Mesogog et de sauver Tommy. Mesogog tente de le forcer à libérer un Dino Cristal Noir.
- Première diffusion : 16 février 2004

## Épisode 06:La diva en détresse
- N° de production : 502
- Titre original : Diva in Distress
- Résumé : Alors que Tommy découvre que le Docteur Anton Mercer est toujours en vie et qu'il est le père adoptif de Trent, Kira retrouve une ancienne amie, Kylee, devenue une célèbre chanteuse.
- Première diffusion : 20 février 2004

## Épisode 07:Les jeux sont faits
- N° de production : 503
- Titre original : Game On
- Résumé : Ethan passe tellement de temps sur les jeux vidéo qu'il en oublie les entraînements avec les Rangers. Mesogog décide d'enfermer le Ranger Bleu dans le monde virtuel de son propre jeu grâce un monstre.
- Première diffusion : 20 février 2004

## Épisode 08:Un fils en or
- N° de production : 504
- Titre original : Golden Boy
- Résumé : Afin d'anéantir les Rangers, Zeltrax crée accidentellement un clone de lui-même. Pendant ce temps, Mercer tente d'acheter le Cyber Café car il refuse que Trent y travaille comme un simple employé.
- Première diffusion : 20 février 2004

## Épisode 09:Sous la surface
- N° de production : 505
- Titre original : Beneath the Surface
- Résumé : Elsa utilise un faux œuf de dinosaure pour piéger les Dino Rangers. En possession du vrai œuf, elle fait ainsi appel au tout puissant DimetroZord qui perd le contrôle et s'attaque à la ville des Rangers.
- Première diffusion : 20 février 2004

## Épisode 10:Alerte à la plage
- N° de production : 506
- Titre original : Ocean Alert
- Résumé : Mesogog enlève une célébrité afin d'utiliser son ADN alors que Mercer prépare Trent afin qu'il reprenne l'affaire familiale. Pendant ce temps, Tommy est à la recherche d'un nouvel œuf de dinosaure.
- Première diffusion : 19 mars 2004

## Épisode 11:Tonnerre blanc Partie 1
- N° de production : 507
- Titre original : White Thunder, Part I
- Résumé : En suivant son père à travers un Télé passage, Trent découvre le Dino Cristal blanc qu'Elsa a volé. En l'utilisant, il devient le Ranger blanc mais se retrouve corrompu par son pouvoir. En plus d'avoir à combattre ce nouvel ennemi, les Rangers vont devoir faire attention à Cassidy et Devin qui cherchent la véritable identité des Power Rangers.
- Première diffusion : 19 mars 2004

## Épisode 12:Tonnerre blanc Partie 2
- N° de production : 508
- Titre original : White Thunder, Part II
- Résumé : Alors que le Ranger Blanc s'efforce de faire éclore le DragoZord, les autres Rangers affrontent Angor, un monstre composé de métal.
- Première diffusion : 19 mars 2004

## Épisode 13:Tonnerre blanc Partie 3
- N° de production : 509
- Titre original : White Thunder, Part III
- Résumé : Trent a libéré le DragoZord, a pris le contrôle du StegoZord et les a combinés pour former le Dino StegoZord. Il a également congelé Tommy après qu'il est découvert sa véritable identité.
- Première diffusion : 19 mars 2004

## Épisode 14:La dure vérité
- N° de production : 510
- Titre original : Truth and Consequences
- Résumé : Les Rangers ainsi que Mesogog recherchent la véritable identité du Ranger blanc. Kira va découvrir la vérité mais Trent reste sous l'influence du Dino Cristal.
- Première diffusion : 7 mai 2004

## Épisode 15:Un drôle de rayon
- N° de production : 511
- Titre original : Leader of the Whack
- Résumé : Une météorite s'écrase sur Terre, les Rangers l'examinent en espérant trouver un remède pour libérer Tommy. Malheureusement, celle-ci transforme complètement leur personnalité.
- Première diffusion : 18 mai 2004

## Épisode 16:Double jeu dangereux
- N° de production :512
- Titre original : Burning at Both Ends
- Résumé : Alors que Tommy ne peut plus se rétromuter, Trent (étant à présent complètement sous l'influence du Dino Cristal Blanc) parvient à capturer deux Zords des Rangers. Il n'est plus du tout lui-même mais tente de faire croire aux Rangers qu'il est de leur côté.
- Première diffusion : 18 mai 2004

## Épisode 17:L'os manquant
- N° de production : 513
- Titre original : The Missing Bone
- Résumé : Mercer reprend la classe de Tommy pendant son absence et les emmène dans son musée. Là-bas, un monstre va prendre le contrôle de l'esprit de Kira afin qu'elle vole un os important permettant de faire revenir à la vie.
- Première diffusion : 18 mai 2004

## Épisode 18:Le mauvais joueur
- N° de production : 514
- Titre original : Bully for Ethan
- Résumé : Alors qu'Ethan a quelques problèmes avec une brute épaisse de l'équipe de foot de Conner qui le provoque, Trent propose à Zeltrax de l'aider à anéantir le Ranger noir s'il l'aide à détruire Mesogog.
- Première diffusion : 18 mai 2004

## Épisode 19:Comparaison n'est pas raison
- N° de production : 515
- Titre original : Lost & Found in Translation
- Résumé : Alors que les Rangers doivent effectuer un rapport sur les différences culturelles entre les États-Unis et le Japon, Ethan préfère regarder une série japonaise sur les Rangers.
- Première diffusion : 1er juin 2004

## Épisode 20:Un stage agité
- N° de production : 516
- Titre original : It's a Mad Mad Mackerel
- Résumé : Kira et Devin travaillent dans une chaîne de télévision. Elsa, Zeltrax et Trent ne sont pas bien loin et vont semer le trouble.
- Première diffusion : 1er juin 2004

## Épisode 21:Copier c'est tricher!
- N° de production : 517
- Titre original : Copy That
- Résumé : Mercer apprend à Trent qu'il est Mesogog à cause d'une mauvaise manipulation de l'ADN de dinosaure. Il n'a jamais voulu faire revenir le temps des dinosaures et souhaite que son fils soit bon. Quelque temps après, un rayon laser frappe accidentellement le Dino Cristal de Trent qui inverse les effets de ce dernier et qui lui rend le total contrôle de son Dino Cristal
- Première diffusion : 1er juin 2004

## Épisode 22:Triomphe triassic
- N° de production : 518
- Titre original : Triassic Triumph
- Résumé : Les Rangers sont heureux que Trent combatte désormais de leur côté, mais ils sont surpris lorsque Zeltrax attaque la ville avec un clône méchant du Ranger blanc. Pendant ce temps, Tommy et Trent partent à la recherche du bouclier Triassique.
- Première diffusion : 14 juin 2004

## Épisode 23:Une carrière ratée
- N° de production : 519
- Titre original : A Star Is Torn
- Résumé : Kira a de bonnes nouvelles mais personne ne l'écoute car ils sont trop occupés à leurs hobbies. Un producteur a proposé à la Ranger Jaune de lui réaliser un clip vidéo dans laquelle c'est elle qui chante pendant que Tommy se lance dans un combat final contre Zeltrax.
- Première diffusion : 14 juin 2004

## Épisode 24:Une exclusivité rare
- N° de production : 520
- Titre original : A Ranger Exclusive
- Résumé : Sur les conseils d'Ethan, Kira propose à Cassidy un boulot de journaliste dans la chaîne de télé où elle travaille. Pendant ce temps, Mesogog lance un virus qui pourrait détruire toute vie sur Terre.
- Première diffusion : 14 juin 2004

## Épisode 25:Un très mauvais sort
- N° de production : 521
- Titre original : Tutenhawken's Curse
- Résumé : Lors d'une sortie dans un musée, Ethan est intrigué par les hiéroglyphes de la tombe d'une momie. En les traduisant, il lance une malédiction qui réveille la momie et qui le rend malchanceux.
- Première diffusion : 18 juin 2004

## Épisode 26:Le Ranger invisible
- N° de production : 522
- Titre original : Disappearing Act
- Résumé : Elsa crée un monstre et utilise une substance spéciale pour le faire grandir. Hayley l'utilise afin de libérer Tommy mais cela déclenche son pouvoir d'invisibilité de façon permanente. Pendant ce temps Ethan va à un rencard avec Cassidy mais découvre qu'ils n'ont en fait rien en commun
- Première diffusion : 18 juin 2004

## Épisode 27:Le battant
- N° de production : 523
- Titre original : Fighting Spirit
- Résumé : Afin de le rendre visible, Hayley utilise le Dino Cristal noir sur Tommy. Le Ranger noir est de nouveau visible mais il tombe dans le coma. Tommy doit faire face ensuite à trois de ses anciennes formes de Rangers. Pendant ce temps, Elsa découvre une source de pouvoirs proche de celle des Dino Cristaux.
- Première diffusion : 18 juin 2004

## Épisode 28:La passion de Conner
- N° de production : 524
- Titre original : The Passion of Conner
- Résumé : Conner tente d'impressionner une fille en essayant de sauver un arbre de la destruction. Cet arbre renferme un nectar capable de donner la vie éternelle. Zeltrax, qui a survécu à l'explosion de son vaisseau, en boit et devient très puissant.
- Première diffusion : 18 juin 2004

## Épisode 29:Une colère volcanique
- N° de production : 525
- Titre original : Isn't It Lava-ly
- Résumé : Avec le retour de Zeltrax, Tommy prend un jour de congé pour effectuer des recherches. Son remplaçant est un expert en volcans, qu'Elsa capture et transforme en monstre.
- Première diffusion : 2 juillet 2004

## Épisode 30:Des relations curieuses
- N° de production : 526
- Titre original : Strange Relations
- Résumé : Mercer annonce à Trent qu'il va bientôt pouvoir se séparer de son entité démoniaque. Trent va devoir affronter le clone du Ranger blanc dans un duel mortel car il ne peut y avoir qu'un seul Ranger blanc.
- Première diffusion : 9 juillet 2004

## Épisode 31:L’orage de feu Partie 1(avec les Power Rangers: Force cyclone )
- N° de production : 527
- Titre original : Thunder Storm, Part I[1]
- Résumé : Lothor parvient à se libérer de l'Abysse du Diable et se fait passer pour le Sensei afin d'offrir aux Rangers Cyclone de nouveaux Morphers qui les placent sous son contrôle.
- Première diffusion : 16 juillet 2004

## Épisode 32:L’orage de feu Partie 2
- N° de production : 528
- Titre original : Thunder Storm, Part II[1]
- Résumé : Alors que Mesogog et Lothor ont conclu une alliance, Cam, Blake et Hunter s'efforcent de rendre à Dustin, Shane et Tori leur état normal. Quand cela est fait, ils se lancent dans une bataille épique contre les forces de l'armée de Mesogog et Lothor.
- Première diffusion : 23 juillet 2004

## Épisode 33:Faites de beaux rêves
- N° de production : 529
- Titre original : In Your Dreams
- Résumé : Mercer fait des cauchemars à propos de Mesogog et doit absolument se séparer de lui au plus tôt. Elsa décide alors de faire en sorte que les Rangers cauchemardent pour qu'ils se détruisent dans leur rêves.
- Première diffusion : 30 juillet 2004

## Épisode 34:Le stylo maudit
- N° de production : 530
- Titre original : Drawn into Danger
- Résumé : Un célèbre dessinateur de bandes dessinés débarque en ville. Randall lui offre un crayon spécial et lorsqu'il dessine les Rangers, ceux-ci se retrouvent coincés dans la bande dessinée. Et seul Trent, qui est encore libre, peut les aider.
- Première diffusion : 10 septembre 2004

## Épisode 35:Jeux de cartes
- N° de production : 531
- Titre original : House of Cards
- Résumé : Randall confisque les cartes à jouer d'Ethan, alors qu'il en possédait une très spéciale et très puissante. Tommy tente de les récupérer et il découvre que Randall est en fait Elsa, le bras droit de Mesogog.
- Première diffusion : 10 septembre 2004

## Épisode 36:Question de confiance
- N° de production : 532
- Titre original : A Test of Trust
- Résumé : Mesogog parvient enfin à se séparer de Mercer. Pendant ce temps, les Rangers ne savent plus s'ils peuvent faire confiance à Trent qui leur avait caché la vérité sur son père.
- Première diffusion : 10 septembre 2004

## Épisode 37:Coup de tonnerre Partie 1
- N° de production : 533
- Titre original : Thunder Struck, Part I
- Résumé : Mesogog vole toute l'énergie d'Elsa, lui rendant son état normal. Afin de libérer son père, Trent est prêt à lui livrer les Dino Cristaux. Les Rangers acceptent en sachant que Trent va leur ouvrir un Télépassage pour qu'ils détruisent l'invention de Mesogog.
- Première diffusion : 27 novembre 2004

## Épisode 38:Coup de tonnerre Partie 2
- N° de production : 534
- Titre original : Thunder Struck, Part II
- Résumé : Les Rangers partent à la recherche de Zeltrax qui a enlevé Elsa. Après avoir vaincu Zeltrax, les Rangers devront affronter Mesogog qui revient sous une forme hideuse pour un combat final.
- Première diffusion : 27 novembre 2004